# Menestrello
Il menestrello (dal provenzale menestrals, «servo di casa») era, in età feudale, l'artista di corte incaricato all'intrattenimento del castello (per i signori e i cortigiani). Svolgeva mansioni di musicista, cantastorie, poeta o giullare per professione.

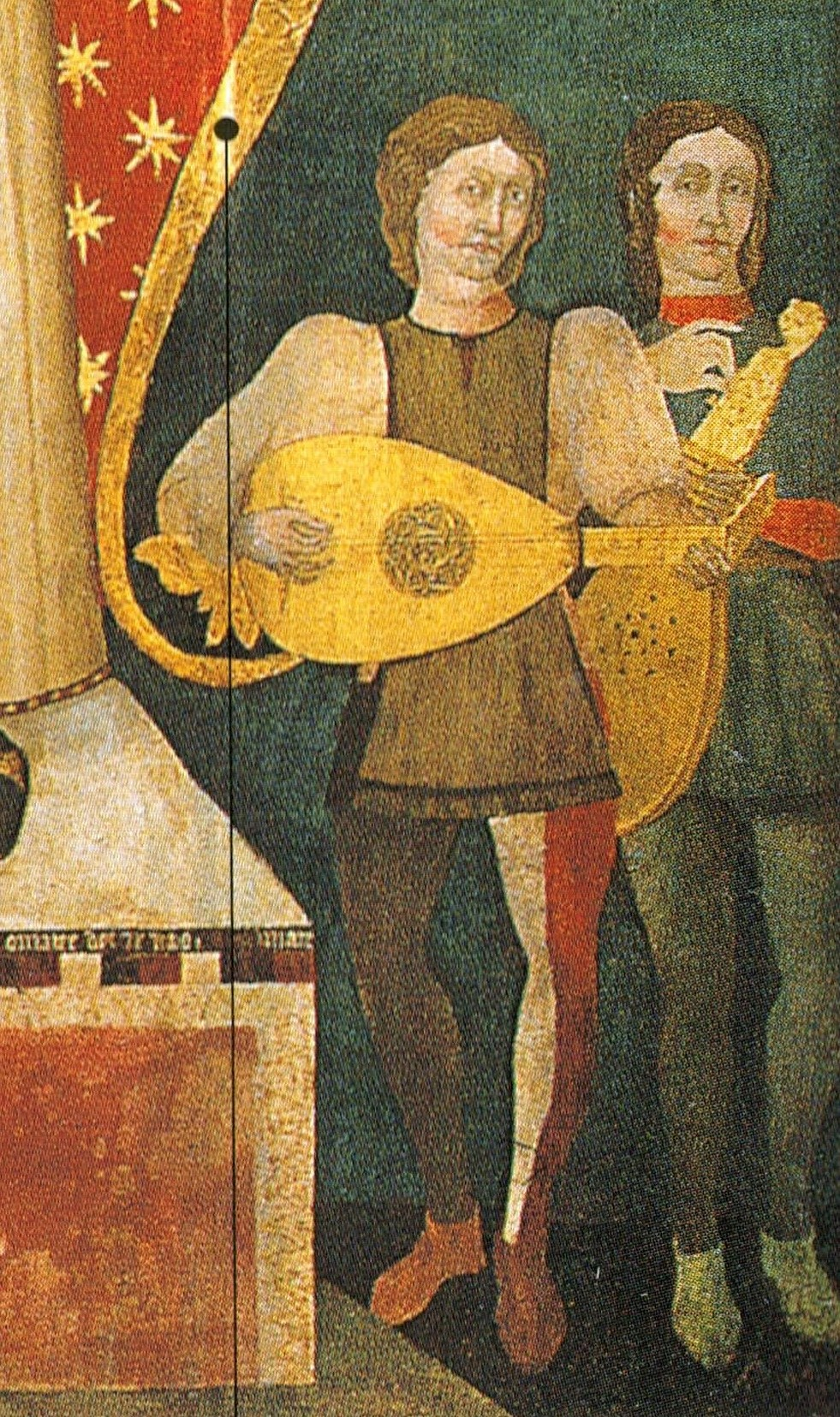
Dettaglio dal Volto Santo e la Leggenda del Menestrello, al Museo diocesano di Lanciano.

Fu una figura presente principalmente nelle corti normanne come nella Francia, nell'Inghilterra medievale e in Sicilia.

## Descrizione
Il fenomeno dei menestrelli può ravvisarsi dal X secolo in poi, in Europa occidentale. Si trattava per lo più di musicanti e danzatori di umile condizione, che si spostavano tra castelli e villaggi per allietare le feste dei signori ed esibirsi sul sagrato delle chiese, proponendo una musica profana, che non aveva contenuto sacro e non apparteneva alla liturgia. Eseguivano per lo più danze, come il trotto e il salterello e, in epoca più avanzata, semplici melodie tratte dai poemi epici sulle gesta di eroi e cavalieri.
Il più celebre fu Adenet le Roi, definito il «re dei menestrelli»..
Era spesso ingaggiato per singoli spettacoli, in occasione di ricorrenze particolari ed eseguiva perlopiù brani già composti probabilmente da un trovatore. Come il bardo per le popolazioni celtiche, il menestrello poteva essere un cantore di gesta eroiche compiute dal proprio signore. In alcuni casi, si trattava di un semplice buffone con abilità di giocoleria e aveva il solo scopo di divertire il pubblico.
I menestrelli più abili erano in grado di comporre delle tenzoni di livello paragonabile alla poesia trobadorica, sicché la figura del menestrello veniva spesso menzionata nell'epica cavalleresca.
Anche i comuni usavano assumere i menestrelli affinché cantassero la bellezza della città e animassero fiere, tornei e mercati.
Il menestrello era anche uno strumento sociale di grande valore, infatti manteneva gli uomini a contatto con costumi ed ambienti diversi.
A partire dal XIV secolo, anche a causa del mutamento di opinione generale riguardo alla musica profana, si svilupparono corporazioni di menestrelli nelle città di tutta Europa. Le gilde hanno reso il menestrello più parte della sua società, hanno richiesto che fosse adeguatamente addestrato da un altro membro della gilda e facevano in modo che ci fosse lavoro per lui. Nel tardo XV secolo, le ordinanze comunali nelle Fiandre stabilirono addirittura delle regole per la formazione dei menestrelli e per i loro concerti.
Sia perché la Chiesa non aveva un atteggiamento positivo nei loro confronti, sia perché i loro componimenti non venivano scritti, ma si tramandavano solo oralmente, a noi oggi non è pervenuto nulla delle loro opere.

## Nel XX secolo
In altra epoca e luogo, dal 1840 circa, fino ai primi del XX secolo, lo spettacolo leggero americano fu dominato dai cosiddetti minstrel shows, spettacoli di menestrelli: spettacoli teatrali improvvisati su un canovaccio, e spesso accompagnati dalla musica. Con l'andare del tempo queste esibizioni, che non erano stabili ma erano spettacoli di strada, presero ad assumere delle caratteristiche standard, che fissavano l'abbigliamento del menestrello, ed i ruoli, caratterizzati, che egli interpretava.
A quest'epoca risale il fenomeno della blackface, ossia artisti bianchi che si esibivano con la faccia dipinta di nero per impersonare in maniera stereotipata gli afroamericani.